# Мечищівська сільська рада
Мечи́щівська сільська́ ра́да — адміністративно-територіальна одиниця та орган місцевого самоврядування в Бережанському районі Тернопільської області.(до 2020 року). Адміністративний центр — село Мечищів.

## Загальні відомості
- Територія ради: 35,174 км²
- Населення ради: 1 174 особи (станом на 2001 рік)

## Населені пункти
Сільській раді підпорядковані населені пункти:
- с. Мечищів
- с. Кути
- с. Надорожнів
- с. Червоне

### Ліквідовані населені пункти[1]
- х. Дуброва — входив до Дубровської сільської ради.
- х. Ближній Кут — входив до Мечищіської сільської ради.
- х. Дальній Кут — входив до Мечищівської сільської ради.

## Історія
1. Село Кути раніше утворювали два окремих населених пункти — хутори Ближній і Дальній Кут.
2. Село Надорожнів спочатку входило до окремої Дубровської сільської ради, згодом дві адміністративно-територіальні одиниці було об'єднано.

## Склад ради
Рада складалася з 16 депутатів та голови.
- Голова ради:

### Керівний склад попередніх скликань
| Прізвище, ім'я, по батькові | Основні відомості                                                                    | Дата обрання | Дата звільнення |
| --------------------------- | ------------------------------------------------------------------------------------ | ------------ | --------------- |
| Мигдаль Михайло Петрович    | Сільський голова, 1952 року народження                                               | 26.03.2006   | 31.10.2010      |
| Скрепецька Євгенія Іванівна | Сільський голова, 1957 року народження, освіта вища, Політична партія 'Наша Україна' | 31.10.2010   | 31.03.2014      |

Примітка: таблиця складена за даними сайту Верховної Ради України

### Депутати
За результатами місцевих виборів 2010 року депутатами ради стали:

#### За суб'єктами висування
| Суб'єкт висування                                       | Кількість обраних депутатів | %    |
| ------------------------------------------------------- | --------------------------- | ---- |
| Самовисування                                           | 9                           | 56,3 |
| Політична партія «Наша Україна»                         | 6                           | 37,5 |
| Політична партія Всеукраїнське об'єднання «Батьківщина» | 1                           | 6,3  |

#### За округами
| № округу                                                | Прізвище, ім'я, по батькові        | Дата визнання обраним | Освіта             | Партійна приналежність                | Відомості про обраного депутата                                   |
| ------------------------------------------------------- | ---------------------------------- | --------------------- | ------------------ | ------------------------------------- | ----------------------------------------------------------------- |
| Політична партія Всеукраїнське об'єднання «Батьківщина» |                                    |                       |                    |                                       |                                                                   |
| 16                                                      | Гурак Михайло Дмитрович            | 02.11.2010            | середня            | позапартійний                         | тимчасово не працює                                               |
| Політична партія «Наша Україна»                         |                                    |                       |                    |                                       |                                                                   |
| 1                                                       | Харовська Ольга Іванівна           | 02.11.2010            | середня спеціальна | член Політичної партії «Наша Україна» | Мечищівська загальноосвітня школа, педагог-організатор            |
| 2                                                       | Гуменюк Олександра Богданівна      | 02.11.2010            | вища               | член Політичної партії «Наша Україна» | Мечищівська загальноосвітня школа, організатор позакласної роботи |
| 3                                                       | Карнюк Марія Прокопівна            | 02.11.2010            | вища               | член Політичної партії «Наша Україна» | Мечищівська загальноосвітня школа, вчитель                        |
| 8                                                       | Гаран Євген Романович              | 02.11.2010            | вища               | позапартійний                         | Мечищівська загальноосвітня школа, вчитель                        |
| 12                                                      | Казмірчук Микола Федорович         | 02.11.2010            | середня спеціальна | член Політичної партії «Наша Україна» | Мечищівська загальноосвітня школа, завідувач господарством        |
| 13                                                      | Біляшевич Марія Станіславівна      | 02.11.2010            | середня спеціальна | член Політичної партії «Наша Україна» | Мечищівська загальноосвітня школа, вчитель                        |
| Самовисування                                           |                                    |                       |                    |                                       |                                                                   |
| 4                                                       | Пашковська Валентина Володимирівна | 02.11.2010            | середня            | позапартійна                          | тимчасово не працює                                               |
| 5                                                       | Василишин Володимир Володимирович  | 02.11.2010            | вища               | позапартійний                         | тимчасово не працює                                               |
| 6                                                       | Сакало Ганна Євгенівна             | 02.11.2010            | середня            | позапартійна                          | тимчасово не працює                                               |
| 7                                                       | Надбережна Зоя Іванівна            | 02.11.2010            | середня            | позапартійна                          | тимчасово не працює                                               |
| 9                                                       | Пасічник Ольга Миколаївна          | 02.11.2010            | середня спеціальна | позапартійна                          | Мечищівська сільська рада, землевпорядник                         |
| 10                                                      | Пасічник Віктор Степанович         | 02.11.2010            | середня            | позапартійний                         | тимчасово не працює                                               |
| 11                                                      | Пасічник Оксана Богданівна         | 02.11.2010            | середня            | позапартійна                          | тимчасово не працює                                               |
| 14                                                      | Снак Іван Михайлович               | 02.11.2010            | середня            | позапартійний                         | тимчасово не працює                                               |
| 15                                                      | Швець Ігор Іванович                | 02.11.2010            | середня            | позапартійний                         | Управління з експлуатації газового господарства, слюсар           |